# محمد محمود العراقي
محمد محمود العراقى هو سباح مصري اشتهر بلقب جوني فايسمولر الذي أطلقه عليه المدرب حسن عبد الرحيم، واستطاع محمد تحقيق العديد من الإنجازات على مدار مشواره الرياضي والتي يعد من أهمها حصوله على المركز الثالث (هواة) في سباق النيل الدولي عام 1971. عرف محمد محمود العراقي كواحد من أبرز سباحي المسافات الطويلة على مستوى العالم، وسطع نجمة في فترة السبعينات حينما تغلب على بطل العالم يوهان شانز الهولندي في في سباق النيل 1971. واتخذ العراقي من جوني ويسمولر السباح الأوليمبي بطل أفلام طرزان مثلًا له.

## نشأته
ولد في 27 يناير عام 1950 بحى سيدي بشر بمدينة الإسكندرية،[بحاجة لمصدر] وعشق العراقي السباحة منذ الصغر، وبدأ ممارستها من عمر 13 عام، ومن المفارقات أنه رفض في اختبارات السباحة بسبب تجاوزة 13 عام، وما كان منه إلا أن صعد لارتفاع 10 امتار على سلم مدرج الغطس وصاح صيحة طرزان الشهيرة وقفز في الماء فانتبه له الجميع خاصة المدرب حسن عبد الرحيم الذي تبناه بعد ذلك على الرغم من اعتراض مدربي التربية الرياضية على انضمامه للفريق.[بحاجة لمصدر]

## إنجازاته
حقق محمد العراقي العديد من الإنجازات على مدار تاريخه الرياضي ومن أهم إنجازاته العالمية في فئة الهواة:
- المركز الرابع في سباق فارنا عام 1969 في بلغاريا وكانت مسافة السباق 30 كيلو مترً وقطع مسافة السباق في 9 ساعات و57 دقيقة[بحاجة لمصدر]
- المركز الثالث في سباق ناصر الدولي في اسوان عام 1971.[3]
- المركز الأول في سباق النيل الدولي عام 1972، وكانت مسافة السباق 34 كيلو متر وسجل محمد العراقى زمن قدره 8 ساعات و15 دقيقة، وبذلك حطم رقم أسامة رشاد بفارق زمنى 5 دقائق.[بحاجة لمصدر]
- المركز الثالث في سباق سوز بول الدولى في بلغاريا عام 1974، وكانت مسافة السباق 30 كيلومتر وقطعها في 9 ساعات و55 دقيقة.[بحاجة لمصدر]
- المركز الثالث في سباق النيل الدولي عام 1979، وسجل زمن 8 ساعات لمسافة السباق 32 كيلو مترا.[بحاجة لمصدر]

وقد لعب محمد العراقى على مدار حياته باسم نادي الترام السكندري فيما عدا عام 1979 لعب باسم نادي الاسكندرية الرياضى سبورتنج.[بحاجة لمصدر]

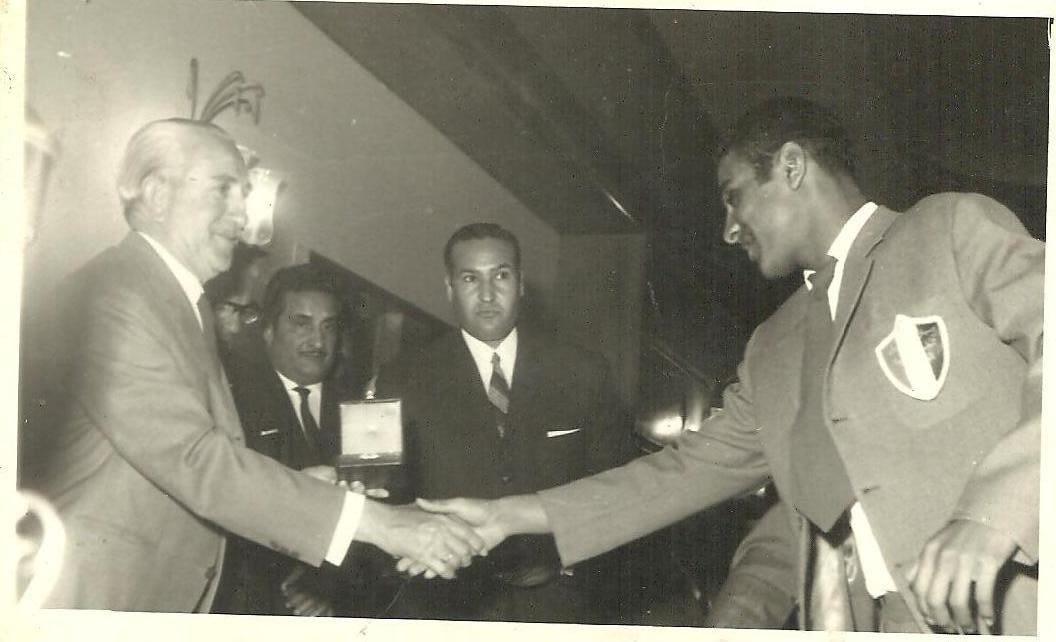
محمد محمود العراقى

## التكريم
حصد محمد العراقي العديد من الميداليات والجوائز على مدار مشوارة الرياضي، وبالاضافه لهذه الميداليات تم تتويج مشوارة الرياضي بحصوله على وسام الرياضة من رئاسة الجمهورية مرتين؛ الأول عام 1971 والثاتى عام 1974 تقديرا لانجازاته الرياضية.